# Arethusana ligustica
Arethusana ligustica är en fjärilsart som beskrevs av Rocci 1931. Arethusana ligustica ingår i släktet Arethusana och familjen praktfjärilar. Inga underarter finns listade i Catalogue of Life.